# 미타 마사유키
미타 마사유키(일본어: 見田 雅之, 1969년 10월 5일 ~ )는 일본의 전 축구 선수이다.

## 구단 경력
1992년 J1리그의 감바 오사카에 입단했다. 1995년까지 10경기에 출전하여, 2득점을 넣었다. 1996년부터 2001년까지 소니 센다이 FC에서 뛰었다. 2001년후 현역 은퇴.